# 모험당

모험당(알바니아어: Guxo)은 2020년 11월 5일 비오사 오스마니가 창당한 코소보의 정당이다.
2021년 총선에 자결운동과 비례대표 연합 명단으로 참가했으며, 이 중 모험당 측 몫은 오스마니 본인을 포함해 총 7명이 당선되었다. 당선자 2명이 제2차 알빈 쿠르티 내각에 입각해서 5석으로 줄었으며, 오스마니가 대통령으로 당선되어 4석으로 줄게 되었다.